# Lophocebus
Lophocebus é um gênero de Macacos do Velho Mundo da África Ocidental. Eles possuem pele de cor escura, pálpebras de mesma cor, e cristas de pelo na cabeça. Um outro gênero, Cercocebus, já foi pensado que eram relacionados, de forma que as espécies de ambos os gêneros estavam incluídas em um só. Entretanto, sabe-se que o gênero Lophocebus é mais próximo dos babuínos do gênero Papio, enquanto que Cercocebus são mais relacionados ao mandril. Os membros desse gênero são conhecidos como mangabeis cristados. Em 2006, Rungwecebus kipunji foi movido para um gênero próprio.

## Espécies
- Gênero Lophocebus[1][2][3]
  - Lophocebus albigena
  - Lophocebus aterrimus
  - Lophocebus opdenboschi
  - Lophocebus ugandae
  - Lophocebus johnstoni
  - Lophocebus osmani